# Тумиати, Коррадо
Коррадо Тумиати (итал. Corrado Tumiati; 9 сентября 1885, Феррара, Королевство Италия — 16 февраля 1967, Флоренция, Италия) — итальянский врач, писатель
, поэт, журналист, редактор, переводчик.

## Биография
Сын известного юриста. Брат театрального деятеля Гуальтьеро и драматурга Доменико Тумиати. Дядя Франческо Тумиати, героя-антифашиста.
Изучал медицину в Университете Феррары, затем — в университете Флоренции, который окончил с отличием. После окончания учёбы ему предложили работу в университете, но Коррадо предпочёл посвятить себя медицинской деятельности. Работал в психиатрической больнице Пезаро. Позже в течение трёх лет в городской больнице в Сиене, Венеции.
Занимался психоневрологическими исследованиями, сотрудничал со специализированными журналами, публикуя различные статьи на эту тему. Был генеральным секретарём итальянской Лига гигиены и психопрофилактики.
Участник Первой мировой войны. С 1915 года — лейтенант медицинской службы, провёл ряд хирургических операций на передовой. Оставался военным врачом до сентября 1919 года.
После демобилизации, в 1920 году основал в Сан-Серволо журнал «La Voce Sanitaria» («Голос здравоохранения»), которое в 1926 году изменило название на «Igiene Mentale» («Психическая гигиена»). В 1931 году из-за политических разногласий с властями решил отказаться от профессии и переехал во Флоренцию, где работал в редакции ведущей итальянской ежедневной газеты «Corriere della Sera». С 1952 года редактировал периодическое издание «La Serpe»
Занимался активной литературной деятельностью. Переводил произведения иностранных классиков, особенно французских, таких как П. Мариво, А. Мюссе, Мольер, Ж. Ренар. Писал лирические стихи. В 1931 году стал лауреатом престижной литературной премии Виареджо.

## Избранные произведения
- I tetti rossi. Ricordi di manicomio, Milano, 1931
- Solstizio nell’orto, Collana: Letteratura contemporanea, 2ª ed., Firenze, Sansoni, 1943
- Il miracolo di Santa Dymfa: incontri e paesi, Firenze, Vallecchi, 1942
- Il pavone della casa blu ed altre storie impossibili, Torino, Società Editrice Internazionale (SEI), 1944
- Sulla diagnosi di insufficienza mentale nei fanciulli, Pesaro, Tip. Federici, 1914
- Collezione privata. Profili e ritratti. 1965
- La trovata di Rabocchio, Illustrazioni di Sara Fossati
- La noce di cocco, Milano, F.lli Treves, 1934.